# Oraesia pierronii
Oraesia pierronii là một loài bướm đêm trong họ Noctuidae.